# Sill
Pour les articles homonymes, voir Sill (homonymie).
Un sill ou filon-couche est une couche de roche magmatique souvent horizontale qui s'est infiltrée entre des couches plus anciennes de roche sédimentaire, de roche volcanique ou le long de la foliation d'une roche métamorphique, ce qui le différencie du filon.

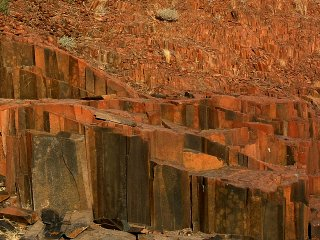
Sill de dolérite, Namibie.

Différence entre sill et dyke.

Un sill est souvent appelé « massif concordant » du fait de son parallélisme avec l'encaissant.